# Франклин, Мод
Мод Франклин (англ. Maud Franklin; 9 января 1857 — ок. 1941) — английская художница, натурщица и любовница художника Джеймса Уистлера . 

## Биография
Родилась в Бестере, Оксфордшир, Англия, одной из шести детей Чарльза Франклина, обивщика и краснодеревщика, и Мэри Клифтон, получив при крещении имя «Мэри».  
В конце 1870-х годов она служила моделью для Уистлера для офортов и рисования портретов, в первую очередь «Аранжировки в белом и черном». Возможно, она позировала Уистлеру в пятнадцатилетнем возрасте, еще в 1872 году, в качестве для его портрета миссис Фрэнсис Лейланд. А также для картины «Гармония в сером и персиковом цветах» и множества других работ, рисунков, акварелей, офортов и литографий. 
В 1880-х годах она выставляла свои собственные работы в галерее Гросвенор под псевдонимом Клифтон Лин, а также в Обществе британских художников. 

## Личная жизнь
У Франклин было две дочери, предположительно от Уистлера: Йон (род. ок. 1877 г.) и Мод Мак-Нейл Уистлер Франклин (род. 1879 г.). Иногда она называла себя миссис Уистлер и в ходе переписи 1881 года была записана как «Мэри М. Уистлер». 
Уистлер не всегда хорошо к ней относился. Так, например, во время суда над Джоном Рёскином в январе 1879 года он на время прекратил общение с беременной Франклин, когда они жили лондонской гостинице, под предлогом того, что он находится в Париже. После банкротства Уистлера, в том же году, она сопровождала его в Венецию, но не была принята в том обществе. В 1880-е годы её здоровье ухудшилось, и Уистлер написал несколько акварельных работ, изображавших её в постели. 
После того, как Уистлер женился на Беатрис Годвин в 1888 году, Франклин переехала в Париж. Она вышла замуж за некоего Джон А. Литтл из Нью-Йорка и они прожили вместе пвлоть до его смерти в 1904 году. Около 1911 года Франклин повторно вышла замуж за американца, Ричарда Эбботта, и жила недалеко от Канн до самой смерти . 